# Kopač (stroj)
Kopač, bager ali ekskavator je težki stroj za gradbena, zemeljska ali rudarska dela. Prve kopače so poganjali parni stroji, sodobne pa največkrat dizelski motorji, ki poganjajo žlico preko hidravličnega mehanizma. Nekatere velike ekskavatorje v rudnikih poganjajo tudi električni motorji. Kopači imajo lahko kolesa ali pa gosenice. 
Na kopače se da velikokrat namestiti poleg žlice tudi druga orodja, npr. hidravlično udarno kladivo, auger, klešče, tiltrotator in drugo oprema.

## Tipi kopačev
- Zajemalni kopač
- Parni kopač
- Kompaktni kopač
- Skidster
- Kabelski kopač
- Traktor kopač
- Kopač z vedri
- Backhoe
- Sesalni kopač

## Galerija
- Kopač starejšega tipa
- Rušenje
- Kopač na gosenicah
- CAT 5230 v rudniku premoga
- L&T Komatsu Ekskavator
- New Holland E215

## Proizvajalci
- Bobcat Company
- Bucyrus International
- Case CE
- Caterpillar Inc.
- CNH Global
- Doosan Infracore (prej Daewoo Heavy Industries & Machinery)
- ENMTP
- Hitachi Construction Machinery
- Hydrema
- Hyundai Heavy Industries
- John Deere
- J. C. Bamford (JCB)
- Komatsu Limited
- LBX (Link-Belt) Excavators
- ThyssenKrupp
- Kobelco
- Kubota
- Liebherr
- LiuGong
- L&T
- Mitsubishi Heavy Industries
- New Holland
- Orenstein & Koppel (O&K)
- Poclain
- Samsung Group
- Sandvik Mining and Construction
- Sany
- ST Kinetics
- Terex Corporation
- Volvo Construction Equipment
- Wacker Neuson
- XCMG
- Yanmar